# Léon (restaurant français)
Pour les articles homonymes, voir Léon.
Cet article possède un paronyme, voir Chez Léon.
 (janvier 2017).
 (janvier 2017).
Léon, anciennement Léon de Bruxelles, est une chaîne de restauration française qui compte 80 restaurants, succursales et franchises avec 1 500 collaborateurs en France. L’enseigne est spécialisée dans les moules et les frites fraîches. Depuis 2020, à la suite du rachat par le Groupe Bertrand , la marque se repositionne en modernisant son concept et élargit sa carte pour proposer plus de poissons. La marque change de nom et de logo en 2020 pour devenir Léon - Fish Brasserie .

## Histoire
En 1893 à Bruxelles, la « Friture Léon » est un petit estaminet dédié aux moules et aux plats typiques belges. En 1989, le premier restaurant Léon de Bruxelles ouvre ses portes à Paris, et est consacré aux mêmes plats traditionnels. Un restaurant est ouvert sur l'avenue des Champs-Elysées en 1991. Le premier restaurant hors région parisienne est ouvert sept ans plus tard à Chambray-lès-Tours. Le 60e restaurant en France ouvre à Arras en 2011. La première enseigne « Léon de B » ouvre à Lyon en 2013, puis à Paris en 2016.
Elle est rachetée par le groupe Bertrand en 2019.
En 2021, elle change de nom pour devenir Léon. Sa formule change en partie.

## Présentation

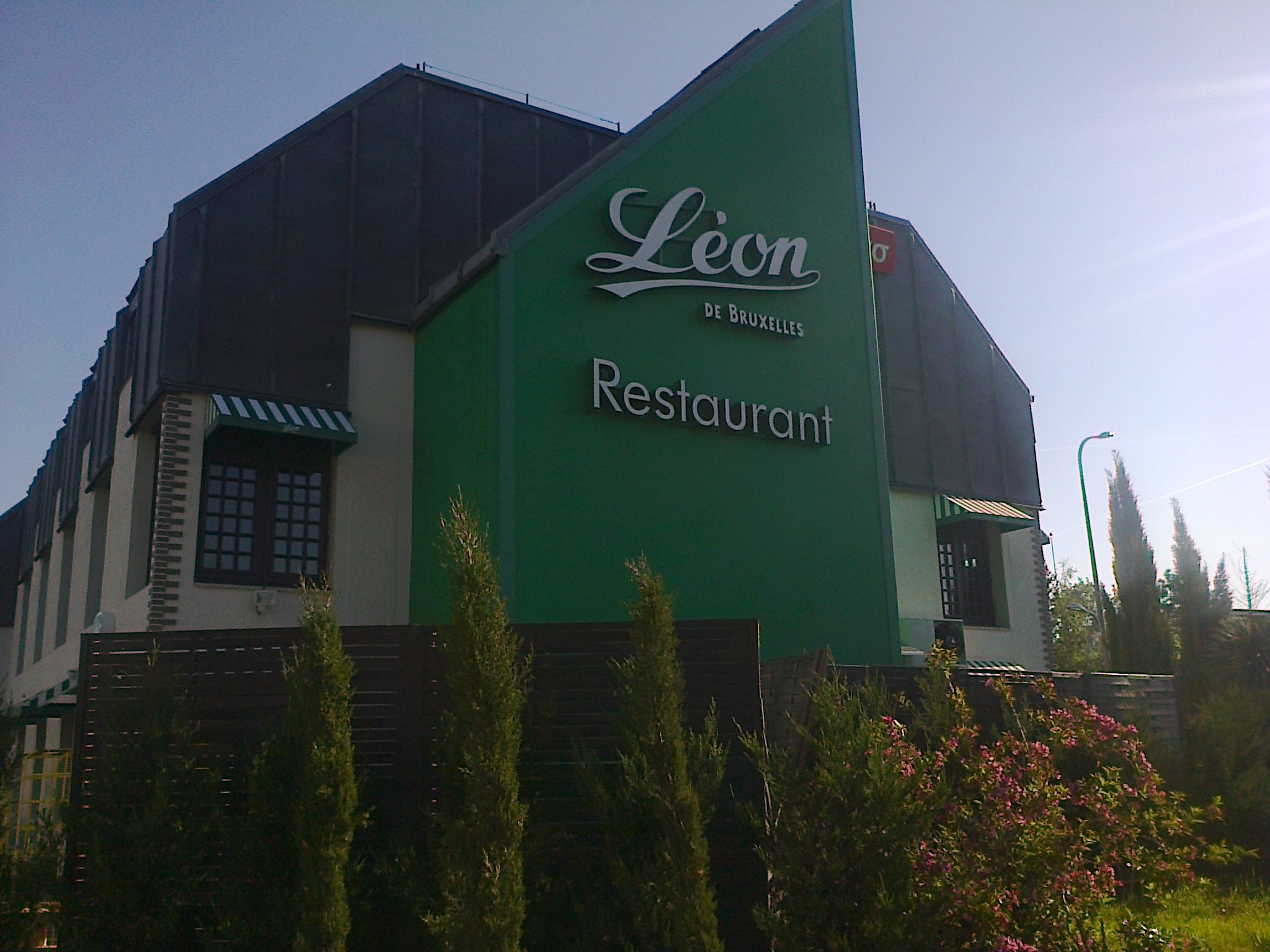
Devanture du restaurant Léon de Bruxelles de Vélizy-Villacoublay

Selon les données du site, l'enseigne exploite en 2019 : 83 restaurants, dont 80 Léon de Bruxelles et 3 Léon de B et emploie environ 1 500 salariés.
Elle reçoit 6 millions de clients par an et a réalisé 130 millions d’euros de volume d’affaires en 2019.
Elle commercialise 1 200 tonnes de frites fraîches et 3 500 tonnes de moules fraîches par an.

## Identité visuelle
En 2016, Léon de Bruxelles a déployé un nouveau logo et le slogan La recette des bons moments.

En 2020, Léon change totalement son positionnement et sa décoration avec un premier restaurant nouvelle génération qui ouvre dans le centre commercial d'Aéroville (Tremblay).

Ancien logo.
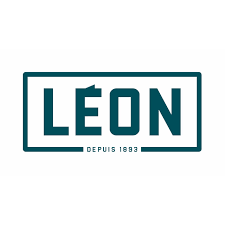
Logo actuel.